# Lohwagia kessleriana
Lohwagia kessleriana är en svampart som först beskrevs av Rick, och fick sitt nu gällande namn av Franz Petrak 1959. Lohwagia kessleriana ingår i släktet Lohwagia och familjen Phyllachoraceae.   Inga underarter finns listade i Catalogue of Life.